# Municipio de Kirby
El municipio de Kirby (en inglés: Kirby Township) es un municipio ubicado en el  condado de Northampton en el estado estadounidense de Carolina del Norte. En el año 2010 tenía una población de 3.701 habitantes.

## Geografía
El municipio de Kirby se encuentra ubicado en las coordenadas 36°27′15.55″N 77°11′37.88″O / 36.4543194, -77.1938556.